# Simone Hérault
Pour les articles homonymes, voir Hérault.
Simone Hérault, née en 1950 à Enghien-les-Bains (Val-d'Oise), est une comédienne française de voix off. Elle est connue pour être « la voix de la SNCF » depuis 1981. Sa voix est diffusée sur les quais des plus grandes et importantes gares de France, sur les supports multimédias de la SNCF (serveurs vocaux, manifestations, etc.) et à bord de certains trains pour les dessertes et arrêts.

## Biographie
Titulaire d'un diplôme de secrétaire de direction, Simone Hérault commence par faire entendre sa voix à partir de 1972 à la radio, sur la station France Inter Paris (FIP), où elle est animatrice jusqu'en 2001.
En 1981, elle intègre la SNCF après un casting sur sa voix. Avec une autre animatrice, elle enregistre les annonces de toutes les gares de France. Souvent précédés par une suite de sons distinctifs (appelé « sonal ») permettant d'obtenir l'attention des usagers, ces messages renseignent les usagers sur les trains et les activités de la gare. Depuis l'arrivée des techniques numériques, elle n'enregistre plus les annonces par phrase, mais par mot en faisant trois versions de chaque mot : intonation de début, de milieu et de fin de phrase.
Simone Hérault définit sa relation avec la SNCF comme une sorte de « contrat d'honneur », par lequel la comédienne s'interdit de réaliser « des enregistrements pour des sociétés concurrentes [de la SNCF], c'est-à-dire dans l'automobile, les avions, etc. », tandis que la SNCF garantit de n'utiliser que sa voix, et uniquement la sienne, dans les gares.
Depuis 2001, elle est impliquée dans l'association « Lire autrement », qui organise de nombreuses lectures publiques d'œuvres littéraires de tous styles. Sur ses autres activités, elle déclare[réf. nécessaire] : « Il ne vous reste guère que le bateau pour échapper à ma voix mais je n'ai pas dit mon dernier mot ! » étant également la voix de l'aéroport de Bruxelles et de celui du Caire.
Simone Hérault est la veuve du comédien français Guy Laporte.

## Filmographie
Sa voix est audible dans le « bec » du DJ Varlet, oiseau qui anime la patinoire dans L'Écume des jours (2013). Par ailleurs, elle tient quelques rôles dans des longs et courts métrages. Sa voix est également entendue dans les téléfilms mettant en scène des gares françaises.

### Doublage
- 2007 : La Famille Trompette : Linda Trompette (1re voix, saison 1)
- 2013 : Le Petit Prince (épisode Les Wagonautes)

## Distinction

### Décoration
- Chevalier de l'ordre des Arts et des Lettres (2021), décernée par Roselyne Bachelot, ministre de la Culture[7]

## Publications
- Simone Hérault, Jacques Pagniez (interviewer), Claude Villers (préface), Grâce à ma voix, La Vie du rail, 2005, 175 p. (ISBN 2-915034-47-8).